# Omphalocarpum adolfi-friederici
Omphalocarpum adolfi-friederici är en tvåhjärtbladig växtart som beskrevs av Adolf Engler och Kurt Krause. Omphalocarpum adolfi-friederici ingår i släktet Omphalocarpum och familjen Sapotaceae.
Artens utbredningsområde är Kamerun. Inga underarter finns listade i Catalogue of Life.